# Мустела білосмуга
Мустела білосмуга (Mustela strigidorsa) — ссавець, дрібний хижак з родини Мустелові (Mustelidae).

## Етимологія
лат. strix (род.лат. strigis) — «канавки, борозни», лат. dorsum — «спина»

## Середовище проживання
Країни поширення: Китай, Індія, Лаоська Народно-Демократична Республіка, М'янма, Таїланд, В'єтнам.
Може зустрічатись від 0 до 2'500 метрів над рівнем моря. Живе в основному вічнозелених лісах на пагорбах і в горах, але були записи з іншими біотопів, включаючи щільні чагарники, вторинні ліси, пасовища та сільськогосподарські угіддя. 

## Морфологія
Морфометричні показники наступні: голова і тіло довжиною 275–325 мм, хвіст довжиною 145–205 мм (~60% довжини голови й тіла), задні ступні довжиною 47—54 мм, вуха довжиною 20—23 мм.
Загальне забарвлення темно-коричневе, але верхня губа, щоки, підборіддя і горло блідо-жовті. Є вузька білувата смуга по середині спини, а інша по череву. Як і в Mustela nudipes, область навколо подушечки лап абсолютно гола. Самиці мають дві пари молочних залоз.

## Стиль життя
Один екземпляр був знайдений в деревному отворі на висоті 3–4 метри над землею. Ще один екземпляр атакував бандикота (Bandicota) в три рази більшого за себе. В основному спостерігався на землі, де він імовірно ловить цілий ряд дрібних тварин.